# The Painted Veil (1934)
The Painted Veil (bra: O Véu Pintado; prt: O Véu das Ilusões) é um filme estadunidense de 1934, do gênero drama romântico, dirigido por Richard Boleslawski, com roteiro de John Meehan, Salka Viertel e Edith Fitzgerald baseado no romance The Painted Veil, de W. Somerset Maugham.
Estrelado por Greta Garbo, o filme foi produzido por Hunt Stromberg para a Metro-Goldwyn-Mayer.

## Sinopse
Para fugir à solidão, mulher aceita se casar com um cientista sócio de seu pai. Na China, para onde viajara para acompanhar o trabalho do marido, apaixona-se por outro homem.

## Elenco
- Greta Garbo ...Katrin Koerber Fane
- Herbert Marshall ...Dr. Walter Fane
- George Brent ...Jack Townsend
- Warner Oland ...General Yu
- Jean Hersholt ...Herr Koerber
- Bodil Rosing ...Frau Koerber
- Katherine Alexander ...Mrs. Townsend
- Cecilia Parker ...Olga Koerber
- Soo Yong ...Amah
- Forrester Harvey ...Waddington